# Saint-Cyr-sur-Mer
Pour les articles homonymes, voir Saint-Cyr.
Saint-Cyr-sur-Mer est une commune française située à la limite ouest du département du Var, dans la région Provence-Alpes-Côte d'Azur. Elle fait partie de la communauté d'agglomération Sud Sainte-Baume. Ses habitants sont appelés les Saint-Cyriens.

## Géographie

### Localisation
Saint-Cyr-sur-Mer est située sur la Côte d'Azur :
- à 10 kilomètres à l'ouest de Bandol ;
- à 11 kilomètres à l'est de La Ciotat.

### Communes limitrophes
Les communes limitrophes sont La Ciotat, Bandol et La Cadière-d'Azur.

### Géologie et relief
Le plus haut sommet du parc national des Calanques est le mont Carpiagne (645 m) au cœur du massif de Saint-Cyr.

### Sismicité
La commune est classée en zone de sismicité faible.

### Hydrographie et eaux souterraines
Saint-Cyr est traversée par un ruisseau qui s'appelle le Dégoûtant. 
La commune dispose d'une station d'épuration d'une capacité de 35 000 équivalent-habitants.

### Climat
Pour des articles plus généraux, voir Climat de Provence-Alpes-Côte d'Azur et Climat du Var.
En 2010, le climat de la commune est de type climat méditerranéen franc, selon une étude du Centre national de la recherche scientifique s'appuyant sur une série de données couvrant la période 1971-2000. En 2020, Météo-France publie une typologie des climats de la France métropolitaine dans laquelle la commune est exposée à un climat méditerranéen et est dans la région climatique  Provence, Languedoc-Roussillon, caractérisée par une pluviométrie faible en été, un très bon ensoleillement (2 600 h/an), un été chaud (21,5 °C), un air très sec en été, sec en toutes saisons, des vents forts (fréquence de 40 à 50 % de vents > 5 m/s) et peu de brouillards. 
Pour la période 1971-2000, la température annuelle moyenne est de 15,1 °C, avec une amplitude thermique annuelle de 14,7 °C. Le cumul annuel moyen de précipitations est de 627 mm, avec 6,2 jours de précipitations en janvier et 1,2 jours en juillet. Pour la période 1991-2020, la température moyenne annuelle observée sur la station météorologique de Météo-France la plus proche, « Le Castellet », sur la commune du Castellet à 6 km à vol d'oiseau, est de 13,7 °C et le cumul annuel moyen de précipitations est de 689,7 mm. 
La température maximale relevée sur cette station est de 37,1 °C, atteinte le 5 août 2017 ; la température minimale est de −11 °C, atteinte le 7 mars 1971,,. 
| Mois                                  | jan.          | fév.          | mars           | avril           | mai             | juin          | jui.         | août           | sep.          | oct.            | nov.            | déc.            | année     |
| ------------------------------------- | ------------- | ------------- | -------------- | --------------- | --------------- | ------------- | ------------ | -------------- | ------------- | --------------- | --------------- | --------------- | --------- |
| Température minimale moyenne (°C)     | 2,3           | 2             | 4,4            | 7               | 10,8            | 14,7          | 17,1         | 17,1           | 13,6          | 10,4            | 6,1             | 3,2             | 9,1       |
| Température moyenne (°C)              | 6,4           | 6,5           | 9,2            | 11,8            | 15,8            | 19,9          | 22,6         | 22,5           | 18,4          | 14,6            | 10              | 7,2             | 13,7      |
| Température maximale moyenne (°C)     | 10,5          | 11            | 13,9           | 16,6            | 20,9            | 25,2          | 28,1         | 27,9           | 23,2          | 18,8            | 13,9            | 11,1            | 18,4      |
| Record de froid (°C) date du record   | −9 04.01.1971 | −9,5 11.02.12 | −11 07.03.1971 | −4 05.04.1975   | −0,3 05.05.1991 | 5 02.06.1975  | 7 16.07.1970 | 7,5 21.08.1972 | 3 21.09.1977  | −2,7 30.10.1997 | −7 23.11.1998   | −8,6 30.12.05   | −11 1971  |
| Record de chaleur (°C) date du record | 20,4 06.01.13 | 21,1 03.02.20 | 24,1 21.03.02  | 26,9 27.04.1992 | 31,6 12.05.12   | 35,3 28.06.19 | 36 19.07.23  | 37,1 05.08.17  | 32,3 04.09.23 | 28,2 28.10.06   | 23,5 03.11.1977 | 21,5 10.12.1978 | 37,1 2017 |
| Précipitations (mm)                   | 72,8          | 43,7          | 47,9           | 63,8            | 48,4            | 31,4          | 12,1         | 22,1           | 80            | 95,1            | 102,9           | 69,5            | 689,7     |

| Diagramme climatique                                  |         |             |           |              |              |              |              |            |              |              |             |
| J                                                     | F       | M           | A         | M            | J            | J            | A            | S          | O            | N            | D           |
| 10,52,372,8                                           | 11243,7 | 13,94,447,9 | 16,6763,8 | 20,910,848,4 | 25,214,731,4 | 28,117,112,1 | 27,917,122,1 | 23,213,680 | 18,810,495,1 | 13,96,1102,9 | 11,13,269,5 |
| Moyennes : • Temp. maxi et mini °C • Précipitation mm |         |             |           |              |              |              |              |            |              |              |             |

Les paramètres climatiques de la commune ont été estimés pour le milieu du siècle (2041-2070) selon différents scénarios d'émission de gaz à effet de serre à partir des nouvelles projections climatiques de référence DRIAS-2020. Ils sont consultables sur un site dédié publié par Météo-France en novembre 2022.

### Voies de communications et transports

#### Voies routières
Saint-Cyr-sur-Mer est située à 3 km de la sortie 10 de l'autoroute A50 reliant Marseille (à 38 km) et Toulon (à 25 km).

#### Transports en commun
- Transport en Provence-Alpes-Côte d'Azur

#### Lignes SNCF
- Gare de Marseille-Saint-Charles,
- Gare de Saint-Cyr - Les Lecques - La Cadière
- Gare de Toulon.

Il est envisagé que Saint-Cyr-sur-Mer soit le terminus du RER Toulonnais, avec la construction d'une nouvelle gare[réf. nécessaire]. 

#### Transports aériens
Les aéroports les plus proches sont :
- l'aéroport Marseille-Provence ;
- l'aéroport de Toulon-Hyères.

## Urbanisme

### Typologie
Au 1er janvier 2024, Saint-Cyr-sur-Mer est catégorisée centre urbain intermédiaire, selon la nouvelle grille communale de densité à sept niveaux définie par l'Insee en 2022.
Elle appartient à l'unité urbaine de Toulon, une agglomération inter-départementale regroupant 27  communes, dont elle est une commune de la banlieue,,. Par ailleurs la commune fait partie de l'aire d'attraction de Marseille - Aix-en-Provence, dont elle est une commune de la couronne,. Cette aire, qui regroupe 115 communes, est catégorisée dans les aires de 700 000 habitants ou plus (hors Paris),.
La commune, bordée par la mer Méditerranée, est également une commune littorale au sens de la loi du 3 janvier 1986, dite loi littoral. Des dispositions spécifiques d’urbanisme s’y appliquent dès lors afin de préserver les espaces naturels, les sites, les paysages et l’équilibre écologique du littoral, tel le principe d'inconstructibilité, en dehors des espaces urbanisés, sur la bande littorale des 100 mètres, ou plus si le plan local d’urbanisme le prévoit.

### Occupation des sols
L'occupation des sols de la commune, telle qu'elle ressort de la base de données européenne d’occupation biophysique des sols Corine Land Cover (CLC), est marquée par l'importance des territoires agricoles (40 % en 2018), en diminution par rapport à 1990 (42,1 %). La répartition détaillée en 2018 est la suivante : 
cultures permanentes (31,7 %), forêts (29 %), zones urbanisées (27,3 %), zones agricoles hétérogènes (8,3 %), espaces verts artificialisés, non agricoles (2,5 %), eaux maritimes (0,9 %), milieux à végétation arbustive et/ou herbacée (0,3 %), terres arables (0,1 %). L'évolution de l’occupation des sols de la commune et de ses infrastructures peut être observée sur les différentes représentations cartographiques du territoire : la carte de Cassini (XVIIIe siècle), la carte d'état-major (1820-1866) et les cartes ou photos aériennes de l'IGN pour la période actuelle (1950 à aujourd'hui).

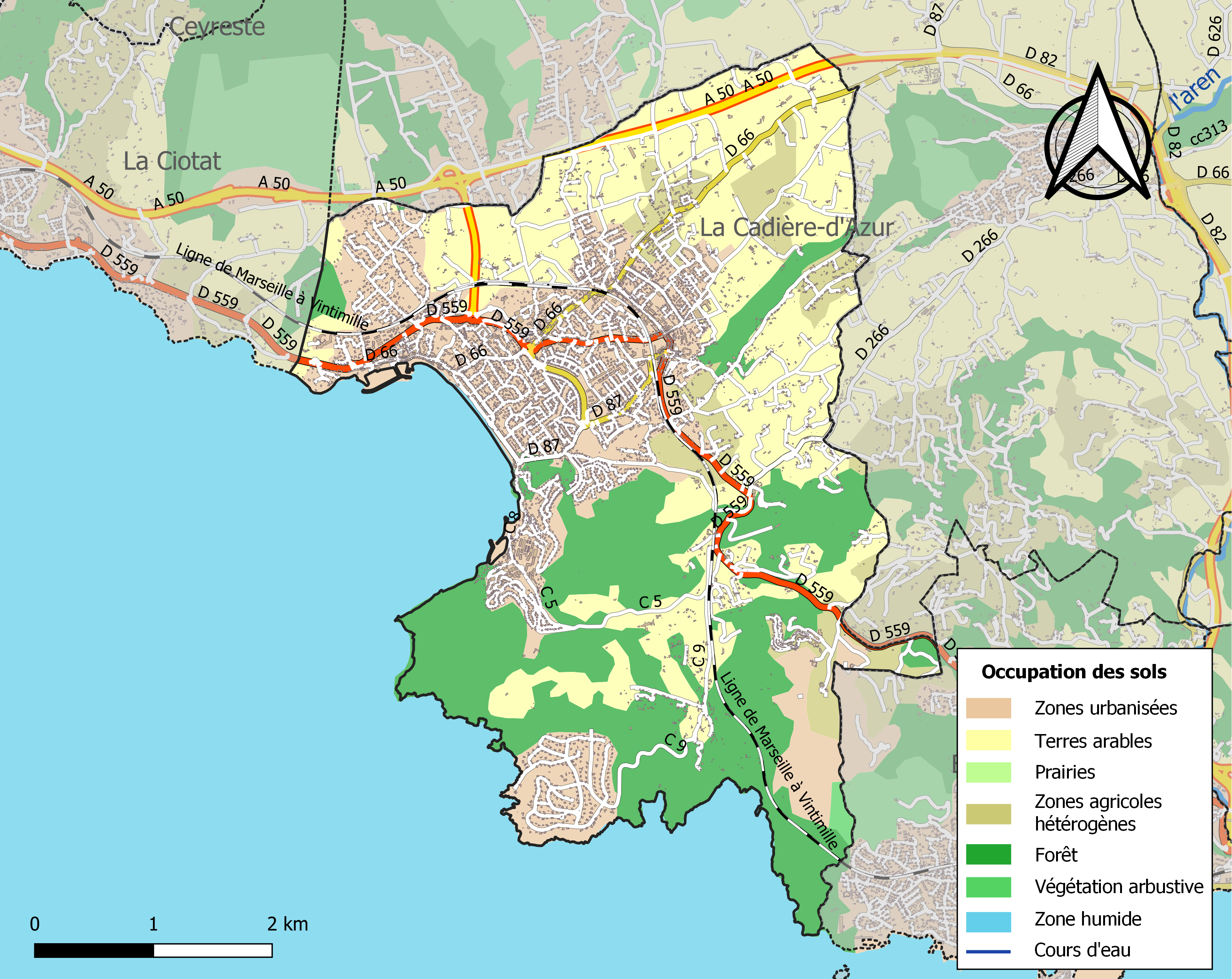
Carte des infrastructures et de l'occupation des sols de la commune en 2018 (CLC).

## Toponymie
La commune doit pour partie son nom à saint Cyr, jeune martyr chrétien du IVe siècle, fils de sainte Julitte.
En occitan provençal, Saint-Cyr-sur-Mer s'écrit Sant Ceri de Mar selon la norme classique ou Sant-Ceri selon la norme mistralienne.

## Histoire

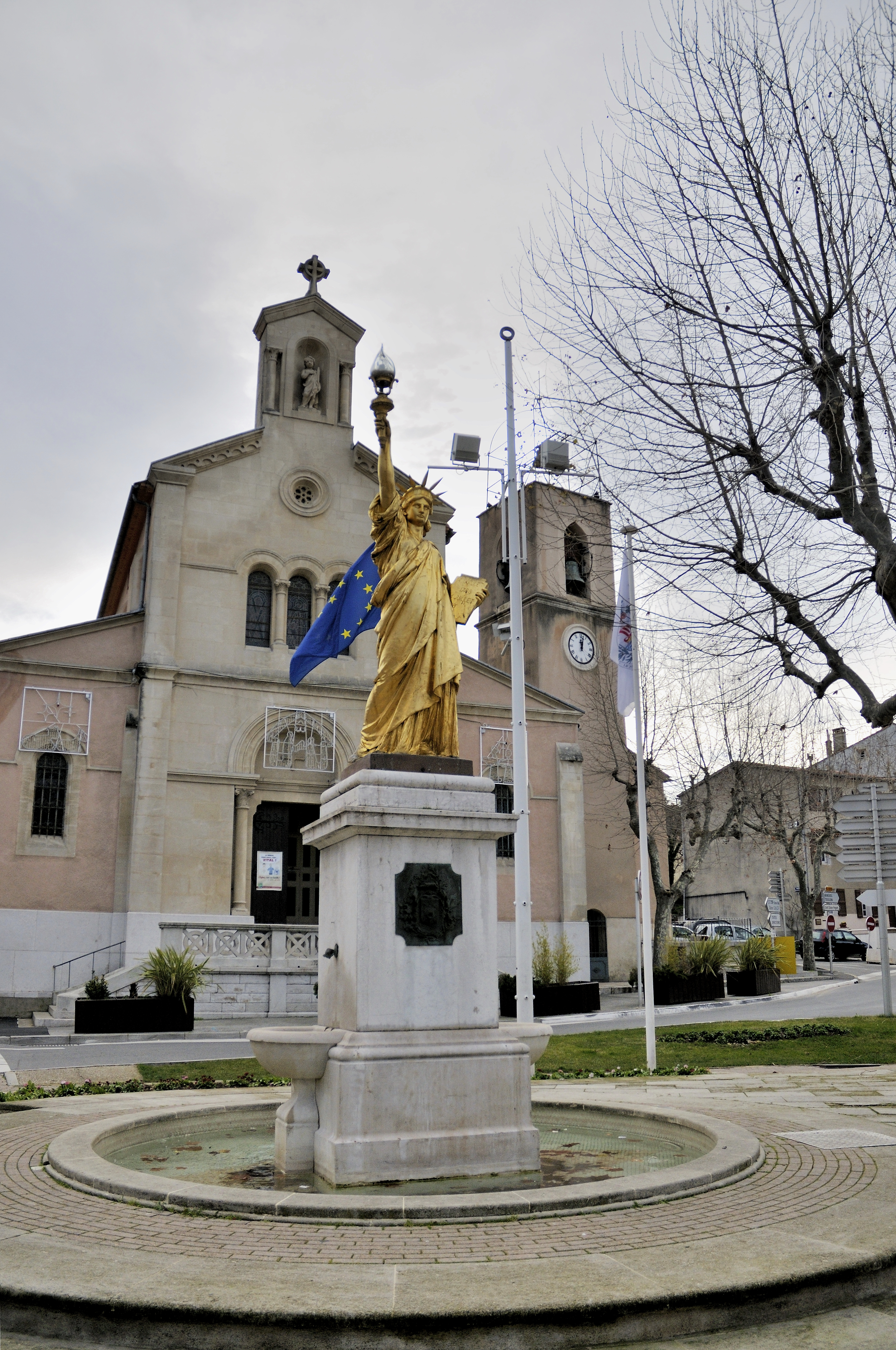
Statue de la Liberté à Saint-Cyr-sur-Mer.

Les collines au sud de la vallée de Saint-Cyr-sur-Mer ont été peuplées dès la préhistoire, comme en témoignent les silex en pierre découverts sur le site du musée de Tauroentum et les espaces occupés au néolithique sur la colline de la Gache. Les fouilles révèlent une intense activité à l'époque romaine. Ces fouilles furent menées dès le XVIIe siècle. Témoin du passé et gardien du patrimoine, le musée de Tauroentum est un des fleurons de Saint-Cyr-sur-Mer. Construit sur les vestiges d'une villa Maritima, il abrite trois mosaïques en noir et blanc du Ier siècle, ainsi qu'un Tombeau à étage maison qui attestent la richesse de cette antique demeure romaine. Les fouilles ont permis d'exhumer des verreries, lampes funéraires, monnaies et quelques objets rares comme les colonnes torsadées en marbre blanc du Ier et IIe siècle. C'est grâce à l'association des Amis de Tauroentum créée en 1927 que le site sera sauvé. Musée classé, contrôlé depuis 1969, ce site témoigne de la longue histoire de Saint-Cyr-sur-Mer.
Le musée porte le nom de Tauroentum dans la mesure où la villa maritima a longtemps été prise pour le comptoir massaliote de Tauroentum. L'archéologie a permis de montrer que Tauroentum se situe en réalité au Brusc.
La commune de Saint-Cyr-sur-Mer s'est détachée de la commune de La Cadière-d'Azur le 6 juillet 1825.
La commune de Saint-Cyr-sur-Mer possède sur sa place Portalis une des quatre répliques exactes de la statue de la Liberté en France, en modèle réduit, dont la signature de Bartholdi sur le socle atteste l'authenticité. Inaugurée à Saint-Cyr-sur-Mer en 1913, elle est offerte par Anatole Ducros, un grand propriétaire de Saint-Cyr-sur-Mer. Elle mesure 2,50 m soit la longueur de l'index de celle de New York, entièrement en fonte et recouverte d'une fine couche dorée.
Le 26 mai 1985, l'effondrement d'une restanque au camping des Baumelles provoqua la mort de 11 personnes,.
Le 21 juin 2015 a eu lieu l'élévation des reliques de saint Cyr et de sainte Julitte, saints Patrons de la paroisse. Les reliques de ces deux saints martyrs ont repris place dans leurs reliquaires respectifs.

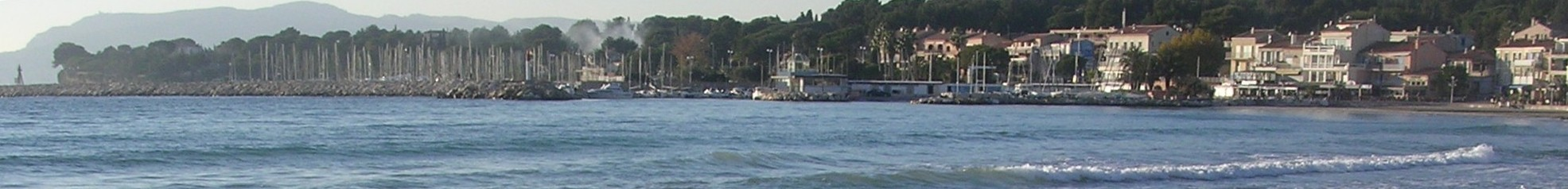
Panorama des ports des Lecques.

## Politique et administration

### Liste des maires
Depuis la Libération, huit maires se sont succédé à la tête de la commune.
| Période          | Période          | Identité             | Étiquette            | Qualité |
| ---------------- | ---------------- | -------------------- | -------------------- | --- |
| 1944             | 1945             | François Ricaud      |                      | |
| 1945             | 1948             | Jean Marguery        |                      | |
| 1948             | mars 1971        | Émile Désirat        | app. SFIO            | Conseiller général du canton du Beausset (1955 → 1964)                                                                                          |
| mars 1971        | mars 1977        | Auguste Amic         | PS                   | Conseiller juridique Sénateur du Var (1972 → 1977) Conseiller général du canton du Beausset (1976 → 1982)                                       |
| mars 1977        | 20 août 1985     | Bernard Revest       |                      | |
| 20 août 1985     | 20 mars 1989     | Josette Pons         | UDF-PR               | Conseillère générale du canton du Beausset (1988 → 2015)                                                                                        |
| 20 mars 1989     | 15 décembre 2000 | Jean-Pierre Giran    | RPR                  | Professeur des universités Député de la 3e circonscription du Var (1997 → 2017) Conseiller régional de Provence-Alpes-Côte d'Azur (1992 → 2002) |
| 18 décembre 2000 | en cours         | Philippe Barthélemy, | RPR puis UMP puis LR | Professeur des universités 2e vice-président de la CA Sud Sainte Baume                                                                          |

### Budget et fiscalité 2016
En 2016, le budget de la commune était constitué ainsi :
- total des produits de fonctionnement : 19 674 000 €, soit 1 639 € par habitant ;
- total des charges de fonctionnement : 16 069 000 €, soit 1 338 € par habitant ;
- total des ressources d'investissement : 7 433 000 €, soit 619 € par habitant ;
- total des emplois d'investissement : 9 248 000 €, soit 770 € par habitant ;
- endettement : 17 493 000 €, soit 1 457 € par habitant.

Avec les taux de fiscalité suivants :
- taxe d'habitation : 13,98 % ;
- taxe foncière sur les propriétés bâties : 22,76 % ;
- taxe foncière sur les propriétés non bâties : 69,26 % ;
- taxe additionnelle à la taxe foncière sur les propriétés non bâties : 0 % ;
- cotisation foncière des entreprises : 0 %.

Chiffres clés Revenus et pauvreté des ménages en 2015 : médiane en 2015 du revenu disponible, par unité de consommation : 23 477 €.

### Jumelages
- Città della Pieve (Italie) ;
- Denzlingen (Allemagne).

## Population et société

### Démographie
L'évolution du nombre d'habitants est connue à travers les recensements de la population effectués dans la commune depuis 1831. Pour les communes de plus de 10 000 habitants les recensements ont lieu chaque année à la suite d'une enquête par sondage auprès d'un échantillon d'adresses représentant 8 % de leurs logements, contrairement aux autres communes qui ont un recensement réel tous les cinq ans,.

En 2022, la commune comptait 11 668 habitants, en évolution de −0,71 % par rapport à 2016 (Var : +4,98 %, France hors Mayotte : +2,11 %).
| 1831  | 1836  | 1841  | 1846  | 1851  | 1856  | 1861  | 1866  | 1872  |
| ----- | ----- | ----- | ----- | ----- | ----- | ----- | ----- | ----- |
| 1 768 | 1 687 | 1 704 | 1 724 | 1 794 | 1 853 | 2 003 | 2 015 | 1 883 |

| 1876  | 1881  | 1886  | 1891  | 1896  | 1901  | 1906  | 1911  | 1921  |
| ----- | ----- | ----- | ----- | ----- | ----- | ----- | ----- | ----- |
| 1 897 | 1 586 | 1 653 | 1 722 | 1 831 | 1 944 | 2 001 | 2 039 | 2 114 |

| 1926  | 1931  | 1936  | 1946  | 1954  | 1962  | 1968  | 1975  | 1982  |
| ----- | ----- | ----- | ----- | ----- | ----- | ----- | ----- | ----- |
| 2 267 | 2 418 | 2 520 | 2 555 | 2 753 | 3 000 | 4 126 | 4 728 | 5 685 |

| 1990  | 1999  | 2006   | 2011   | 2016   | 2021   | 2022   | - | - |
| ----- | ----- | ------ | ------ | ------ | ------ | ------ | - | - |
| 7 033 | 8 898 | 11 797 | 11 769 | 11 752 | 12 103 | 11 668 | - | - |

### Enseignement
La commune accueille :
- Trois écoles maternelles : La Deidière, Salvador-Torres, Manon-des-Sources ;
- Quatre écoles élémentaires : Don Bosco (privée), Jean-de-Florette, Le Petit-Prince, La Deidière ;
- Deux collèges : le collège de Saint-Cyr et Don-Bosco (privé).

La commune de Saint-Cyr-sur-Mer dispose aussi de plusieurs stades, d'un skate parc, d'un parcours de santé adapté aux enfants. Il y a aussi une école de musique, une école de voile et deux gymnase. Une médiathèque est située au centre du village.

### Santé
Professionnels et établissements de santé :
- Médecins[38],
- Pharmacies[39].
- Hôpitaux de Marseille[40] :
  - Hôpital de la Timone de Marseille.

## Économie

### Entreprises et commerces

#### Agriculture
Saint-Cyr-sur-Mer est une commune agricole. On y cultive des fruits et légumes primeurs, des oliviers et surtout de la vigne, la commune fait partie de l'appellation Côtes de provence AOC Bandol.
En 1941, l’Institut national des appellations d’origine reconnaît en Bandol l’une des premières A.O.C grâce à la détermination d’une poignée de « pionniers », parmi lesquels plusieurs Saint-Cyriens éduqués dans la tradition bachique soucieux d’adopter une démarche permanente de qualité. Depuis lors, face à la concurrence mondiale, aux aléas de l‘harmonisation européenne, les héritiers de cette lignée de vignerons, s’efforcent de conserver le caractère original, la typicité de l’appellation (prédominance du mourvèdre…), résultant de la combinaison de facteurs naturels (un sol riche en éléments silico-calcaires…), climatiques (exposition des terrains…), physiques (situation géographique et hydrographique favorable) et… humains (préparation du terrain, encépagement, don de soi…).
Pas un article, pas un magazine qui ne situe régulièrement l’aire de production du Bandol sur le territoire de la ville éponyme. Certes, la dénomination  « choisie » est source de confusion. Cette dernière avait, aux yeux des producteurs de vins locaux, le mérite de la neutralité : Bandol était le lieu d’embarquement des crus environnants en partance pour le Nouveau Monde, à l’instar de Bordeaux, port d’acheminement des vins de Gironde.
Pour autant, cette localisation « touristique » ne reflète en rien la réalité géographique. L’essentiel du vignoble est réparti sur les sites voisins. Ainsi, Saint-Cyr-sur-Mer peut se prévaloir de plus de 350 hectares occupés par la vigne, labourés dès l’Antiquité, 115 coopérateurs et onze domaines viticoles.
La coopérative vinicole La Saint-Cyrienne a été créée en 1926 puis agrandie en 1940.

#### Tourisme

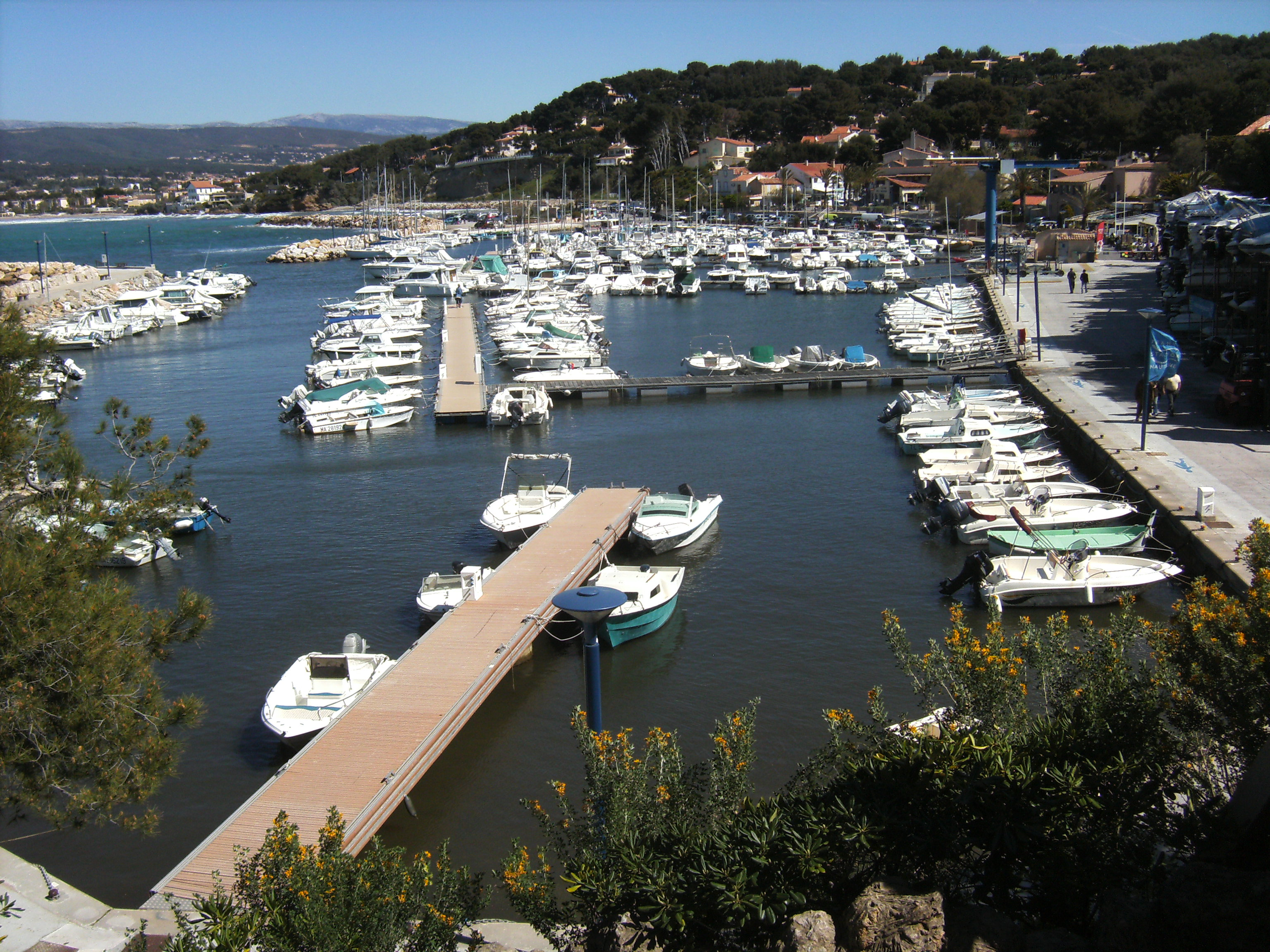
Port de plaisance de La Madrague

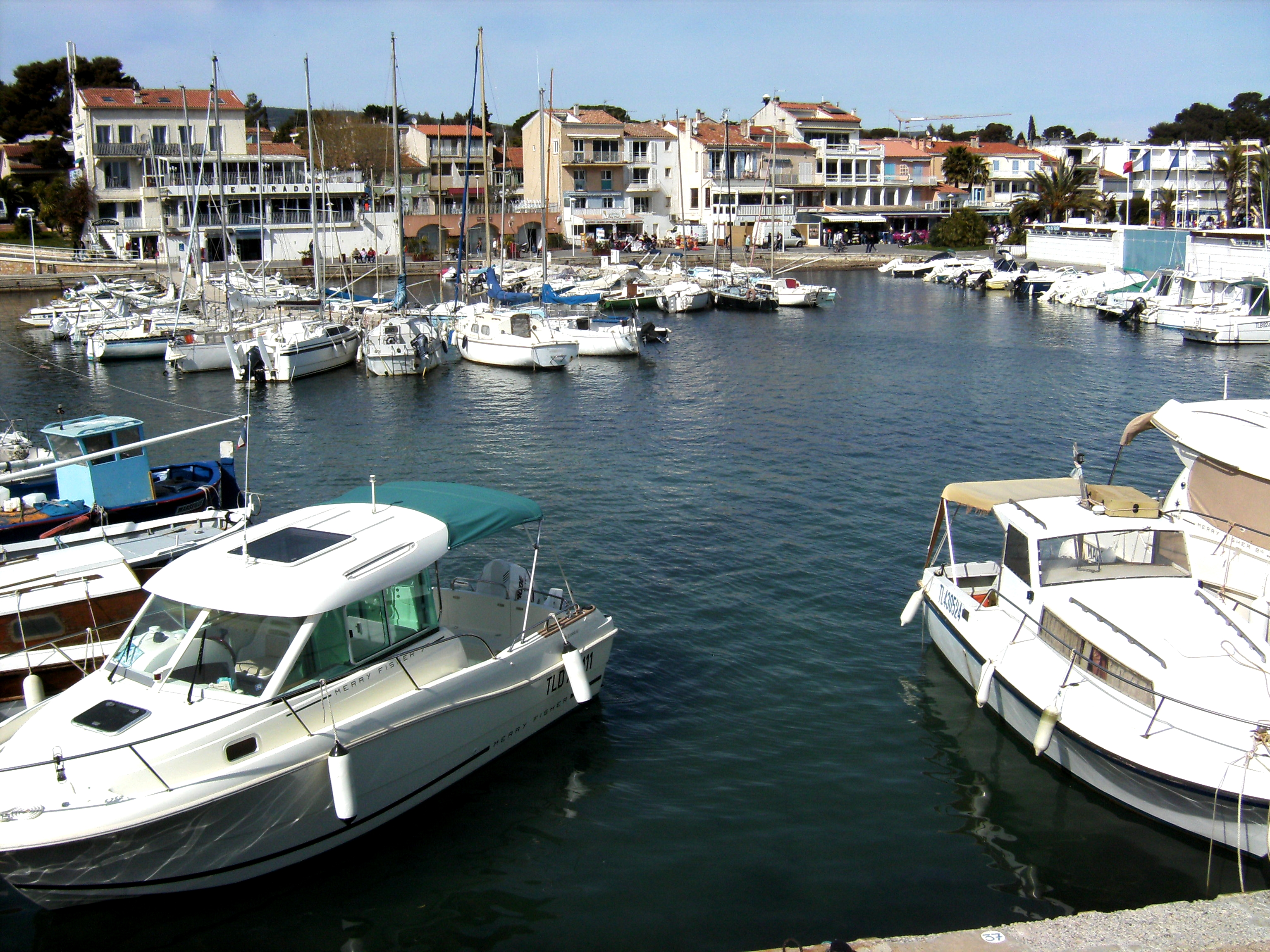
Port de plaisance des Lecques

Saint-Cyr-sur-Mer est une station balnéaire et touristique. Avec ses plages, (grande plage des Lecques et de la Madrague), ses calanques (calanque de Port d'Alon) où se pratique la plongée sous-marine. C'est aussi une station réputée pour la pratique du surf d'octobre à mai, avec les plages précitées et le secteur du port, offrant des vagues de haute qualité en Méditérranée selon le lieu choisi et les houles du large, optimales avec une orientation sud-ouest à sud.

#### Commerces
- Tous les commerces sont présents : banques, boulangeries, boucheries et petits supermarchés.

## Culture locale et patrimoine

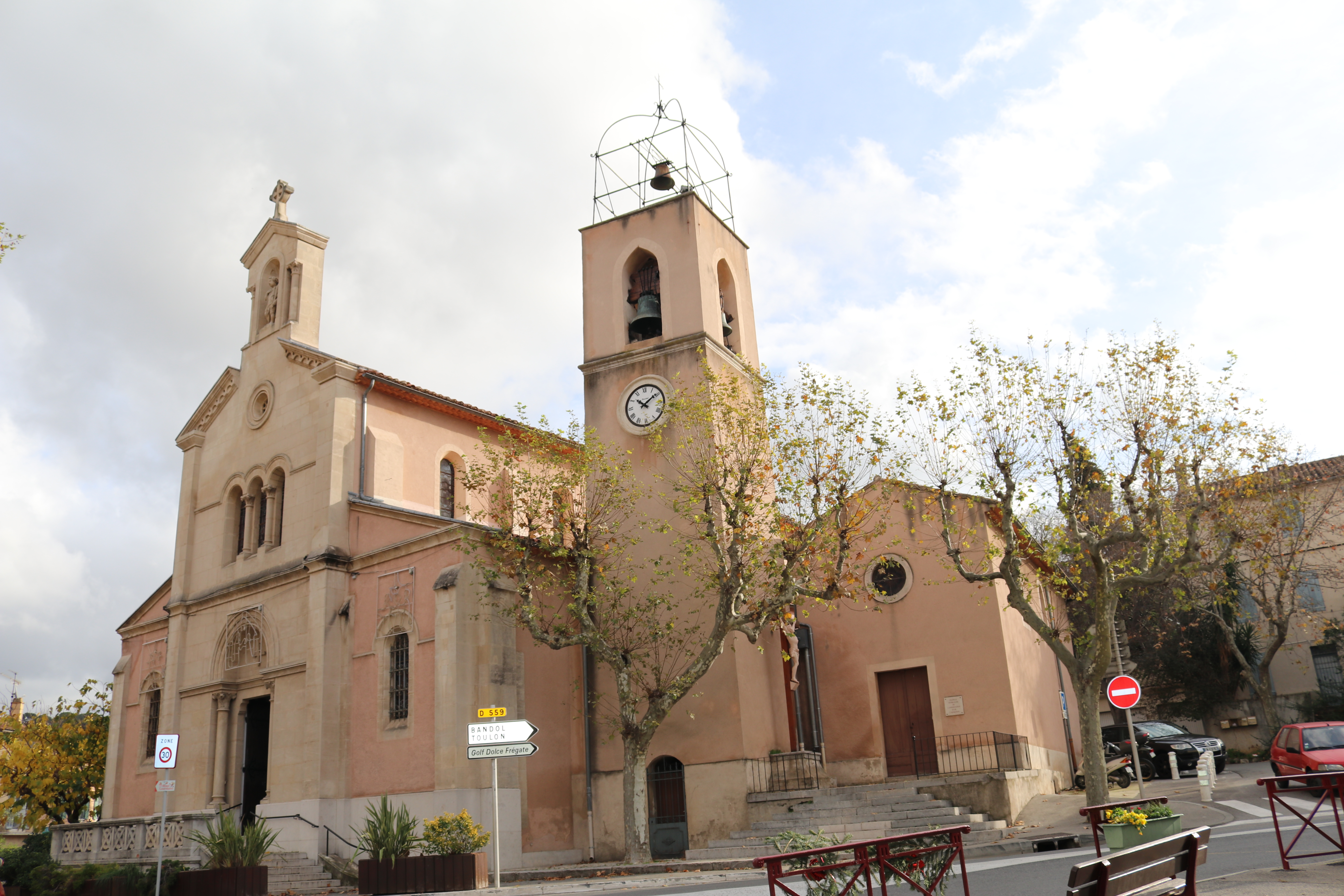
Vue de l'église de Saint-Cyr.

### Lieux et monuments
Patrimoine religieux
- L'église Saint-Cyr-Sainte-Julitte[43] et sa cloche de 1784[44]. L'église possède aussi des reliques du jeune saint et de sa mère.
- Monument commémoratif : monument aux morts[45], piédestal et buste[46].

Patrimoine naturel
- L'allée des Platanes aux Lecques célèbre pour les bacchanales qui y étaient organisées dans les années 1970.
- Le sentier des vignes[47].
- Le domaine de Frégate[48], siège du terrain de golf de Frégate, d'un domaine viticole et d'une ancienne palmeraie privée où sont encore cultivés six cocotiers du Chili centenaires.
- Le lotissement des Lucquets comprend de nombreux chefs-d’œuvre d’architecture moderne. Allées : des Vignes, des Platanes, etc.
- Animal endémique du Var cité par Buffon, le blaireau des sables, dont le dernier spécimen aurait été vu sur la commune de Saint-Cyr en 1949.

Autres patrimoines
- Site archéologique[49],[50].
- Le musée gallo-romain de Tauroentum est construit sur les vestiges de la villa Maritima, datant de l'époque romaine, au Ier siècle ap. J.-C.[51].
- La bastide de Nartette, magasin communal au XVIe siècle, ferme aux XVIIe et XVIIIe, orphelinat au XIXe[52].
- Vestiges de la batterie côtière de la Pointe Grenier, construite sur ordre du comte de Grignan, lieutenant général de Provence en 1695 (casernement, logis du chef de poste, magasin à poudre, tour de guet)[53].
- Ruines du moulin à chaux de la Capelude, établi en bord de mer, dernier vestige d'une exploitation de gypse et de calcaire attestée depuis le milieu du XVIe siècle.
- La petite cousine de la statue de la Liberté de New-York[54] : une mini-réplique dorée installée en 1903, place Portalis.
- Centre d'Art Sébastien, friche industrielle réhabilitée, désormais investie par l'Art Contemporain[55].
- La fontaine aux Dauphins[56].

### Personnalités liées à la commune
- Frank Lebœuf, ancien footballeur professionnel, champion du monde en 1998.
- Jean-Michel Coulon (1920-2014), artiste peintre (art moderne).
- Julius Meier-Graefe (1867-1935), critique d'art, historien de l'art, éditeur, galeriste et écrivain allemand, passa ses dernières années à Saint-Cyr-sur-Mer.
- Marie-France Pisier (1944-2011), actrice française, y est décédée.
- Josette Pons (1947), femme politique française.
- Gabriel-Sébastien Simonet, alias Sébastien, peintre sculpteur (1909-1990). Le Centre d'Art Sébastien, ancienne usine à câpres consacrée à l'art contemporain, permet de découvrir une importante collection des œuvres de cet artiste éponyme.
- Henri Salvador, chanteur, compositeur et guitariste, décédé le 13 février 2008 à 90 ans (il habitait dans sa maison secondaire à Saint-Cyr-sur-Mer).
- Jean-Étienne-Marie Portalis, l'un des rédacteurs du code civil sous Napoléon.
- Robert Laurent (1907-1958), résistant français, Compagnon de la Libération.

### Héraldique
|  | Les armoiries de Saint-Cyr-sur-Mer se blasonnent ainsi : D'argent à la barque tarée de 2/3 d'or bordée de gueules, à la proue ornée d'une tête de taureau du même, habillée d'une voile aussi de gueules chargée de deux pals du champ et à six rames de sable, voguant sur une mer d'azur chargée de trois burèles ondées aussi d'argent. |